# Черкес-Заде, Дурсун Исмаилович
Дурсун Исмаилович Черкес-Заде (25 мая 1930, Батуми, Грузинская ССР — 12 марта 2017, Москва, Россия) — профессор, хирург травматолог — ортопед.

## Биография
После окончания средней школы поступил в Казахский государственный медицинский институт и параллельно в Институт физкультуры, которые окончил в 1955 и 1956 годах соответственно. В студенческие годы возглавлял сборную команду Казахстана по водному поло, входившую в список лучших в СССР. За вклад в развитие казахского национального спорта Президентом Нурсултаном Назарбаевым ему было присуждено звание заслуженного тренера Казахстана по водному поло.
Первые шаги в профессии врача-травматолога Черкес-Заде сделал в Республиканской больнице г. Батуми, после чего всю жинь проработал в крупнейшим в СССР научно-исследовательском и лечебном учреждении — Центральным научно-исследовательским институтом травматологии и ортопедии. Здесь он проходил клиническую ординатуру, окончил аспирантуру, защитил кандидатскую и докторскую диссертации. Являлся руководителем клинических баз в московских больницах № 33 и 15.
Черкес-Заде сыграл большую роль в налаживании связей с Курганским НИИ травматологии и ортопедии и лично с Г. А. Илизаровым; в результате этой кооперации было налажено долгосрочное сотрудничество по обмену врачей-травматологов с целью совершенствования научно-практической деятельности. Осуществил тесное взаимодействие и с Латвийским НИИ травматологии и ортопедии (проф. В. К. Калнберз), с Донецким НИИ и другими профильными институтами. По решению Ученого совета ЦИТО выполнял обязанности куратора Казахстана по вопросам травматологии и ортопедии.
Выступал организатором и докладчиком на многих международных конференциях.
Широкое применение наружного чрескостного остеосинтеза в клинике, руководимой профессором Черкес-Заде дали основание Главному управлению г. Москвы организовать в 1987 г. Московский Центр чрескостного остеосинтеза на базе московских клиник № 15, 54, 71, ставший научной, лечебной и педагогической базой травматологов и ортопедов г. Москвы.
Черкес-Заде долгое время оказывал консультативную оперативную помощь населению Республики Аджария, и, в частности, Батуми, где впервые в истории края была проведена операция эндопротезирования тазобедренного сустава при переломе шейки бедренной кости у возрастной пациентки.
С 1990 г. руководил 1-м отделением травматологии взрослых ЦИТО. Является автором более 240 научных работ, в том числе 8 монографий, некоторые из публикаций представлены на авторитетном ресурсе PubMed. На 29 изобретений и 102 рационализаторских предложения им получены авторские удостоверения. Ряд разработанных им изделий удостоен медалей и дипломов ВДНХ СССР. Доктору медицинских наук, профессору Д. И. Черкес-заде присвоено звание «Заслуженный рационализатор РСФСР» (1981 г.), «Заслуженный деятель науки Российской Федерации», «Почетный гражданин города Батуми», награжден орденом «Знак Почета».
Находясь на пенсии, продолжал профессиональную деятельность, работая научным консультантом в Олимпийском спортивном центре.
Скончался после тяжелой продолжительной болезни в реанимационном отделении больницы им. С. П. Боткина, где несколько лет работал в качестве консультанта. Похоронен на Троекуровском кладбище на участке, выделенном мэрией Москвы за выдающиеся заслуги.